# Real Madrid Baloncesto 1996-1997
Questa voce raccoglie le informazioni riguardanti il Real Madrid Baloncesto nelle competizioni ufficiali della stagione 1996-1997.

## Stagione
La stagione 1996-1997 del Real Madrid Baloncesto è la 41ª nel massimo campionato spagnolo di pallacanestro, la Liga ACB.

## Roster
Aggiornato al 11 gennaio 2025.
| Real Madrid Teka 1996-97 | Real Madrid Teka 1996-97 |
| Giocatori                | Staff tecnico            |
| ------------------------ | ------------------------ |

| N. | Naz.                                       | Ruolo | Nome                 | Anno | Alt.   | Peso   |  |
| -- | ------------------------------------------ | ----- | -------------------- | ---- | ------ | ------ |  |
| 4  | Jugoslavia (bandiera)                      | GA    | Dejan Bodiroga       | 1973 | 205 cm | 105 kg |  |
| 6  | Spagna (bandiera)                          | G     | Alberto Angulo       | 1970 | 196 cm | 85 kg  |  |
| 6  | Russia (bandiera)                          | C     | Michail Michajlov    | 1971 | 206 cm | 109 kg |  |
| 7  | Spagna (bandiera)                          | P     | Pablo Laso           | 1967 | 177 cm | 74 kg  |  |
| 8  | Stati Uniti (bandiera)                     | AG    | Joe Arlauckas        | 1965 | 204 cm | 110 kg |  |
| 8  | Spagna (bandiera)                          | P     | Roberto Núñez        | 1978 | 191 cm | 80 kg  |  |
| 9  | Spagna (bandiera)                          | P     | José Miguel Antúnez  | 1976 | 183 cm | 79 kg  |  |
| 11 | Spagna (bandiera)                          | PG    | Ismael Santos (C)    | 1972 | 193 cm | 90 kg  |  |
| 12 | Spagna (bandiera)                          | C     | Juan Antonio Morales | 1969 | 211 cm | 111 kg |  |
| 13 | Spagna (bandiera)                          | AP    | Alberto Herreros     | 1969 | 199 cm | 98 kg  |  |
| 14 | Spagna (bandiera)                          | C     | Juan Antonio Orenga  | 1966 | 206 cm | 98 kg  |  |
| 15 | Stati Uniti (bandiera) · Spagna (bandiera) | AP    | Mike Smith           | 1963 | 198 cm |        |  |
| 16 | Spagna (bandiera)                          | A     | Lorenzo Sanz         | 1971 | 198 cm |        |  |

| Allenatore                                                            |
| - Željko Obradović                                                    |
| Assistente/i                                                          |
| - Ángel González Legenda - (C) Capitano - (IN) Inattivo - Infortunato |

## Mercato

### Sessione estiva
| Acquisti | Acquisti            | Acquisti       | Acquisti   | Acquisti |
| R.a      | Nome                | da             | Modalità   |          |
| -------- | ------------------- | -------------- | ---------- | -------- |
| G        | Alberto Angulo      | C.B. Saragozza | definitivo |          |
| GA       | Dejan Bodiroga      | Olimpia Milano | definitivo |          |
| AP       | Alberto Herreros    | Estudiantes    | definitivo |          |
| A        | Lorenzo Sanz        | Real Canoe     | definitivo |          |
| C        | Michail Michajlov   | Estudiantes    | definitivo |          |
| C        | Juan Antonio Orenga | Estudiantes    | definitivo |          |

| Cessioni | Cessioni           | Cessioni       | Cessioni       | Cessioni |
| R.       | Nome               | a              | Modalità       |          |
| -------- | ------------------ | -------------- | -------------- | -------- |
| GA       | Nikola Lončar      | Pall. Varese   | fine contratto |          |
| AP       | Javier García Coll |                | ritirato       |          |
| AG       | Santi Abad         | Cáceres        | fine contratto |          |
| AG       | Martín Ferrer      | León           | fine contratto |          |
| C        | Nacho Romero       | Siviglia       | fine contratto |          |
| C        | Zoran Savić        | Virtus Bologna | fine contratto |          |